# Карло Рокка Рей
Карло Рокка Рей (італ. Carlo Rocca Rey, 24 грудня 1852, Арона - 16 вересня 1935, Арона) - італійський адмірал, начальник генерального штабу ВМС Італії протягом 1911-1913 років.

## Біографія
Карло Рокка Рей народився 24 грудня 1852 року в Ароні (провінція Новара, П'ємонт). У 1868 році вступив до Королівської військово-морської школи в Неаполі, яку закінчив у 1872 році у званні гардемарина.
Ніс службу на кораблях «Венеція» та «Палестро». У 1876 році отримав звання молодшого лейтенанта, у 1883 році - лейтенанта і ніс службу у штабі броненосця «Рома».
Отримав звання капітана III рангу у 1891 році, капітана II рангу - у 1897 році, капітана I рангу - у 1902 році. У 1903 році був призначений начальником штабу військово-морського командування в Таранто, після чого до 1906 року командував броненосцем «Січілія». 
У 1906 році Карло Рокка Рей отримав звання контр-адмірала і був призначений президентом постійної комісії з дослідження військових матеріалів. У 1909 році був призначений командувачем Арсеналу Неаполя. У 1911 році отримав звання віце-адмірала і був призначений командувачем військово-морського командування на Сардинії.
З початком італійсько-турецької війни 21 вересня 1911 року Карло Рокка Рей був призначений начальником генерального штабу флоту, замінивши на цій посаді Джованні Беттоло. Його заступником був призначений контр-адмірал Емануеле Кутінеллі Рендіна. На цій посаді він успішно керував діями флоту під час війни.
1 квітня 1913 року подав у відставку. Його замінив на посаді начальника штабу флоту адмірал Паоло Таон ді Ревель.
Помер 16 вересня 1935 року в Ароні.

## Нагороди
- Кавалер великого хреста Ордена Корони Італії
- Кавалер Великого хреста Ордена Святих Маврикія та Лазаря
- Пам'ятна медаль за кампанії в Африці
- Маврикіанська медаль заслуг за 10 п'ятиліть бездоганної військової кар'єри
- Золотий хрест за вислугу років